# Даніела Аншюц-Томс
Даніела Аншюц-Томс (нім. Daniela Anschütz-Thoms; нар. 20 листопада 1974, Ерфурт, Німеччина) — німецька ковзанярка, яка виступає в ковзанярському спорті на професійному рівні з 1992 року. Є ветераном національної команди, виступала на трьох олімпіадах і як учасник зимових Олімпійських ігор здобула золоту медаль у 2006 році в командному персьюті. На світових форумах ковзанярів здобувала численні нагороди, піднімалася на подіум етапів Кубка світу з ковзанярського спорту та Чемпіон світу в командних перегонах 2005 року.

## Найкращі особисті результати
Станом на 21 листопада за Даніелою Аншутц-Томс спостерігалися такі найкращі результати (за дисциплінами):
| Дистанція | Особистий час | Дата              | Місце події         |
| --------- | ------------- | ----------------- | ------------------- |
| 500 м     | 39,38         | 4 листопада 2007  | Калгарі, Канада     |
| 1000 м    | 1:15,96       | 13 грудня 2009    | Солт Лейк Сіті, США |
| 1.500 м   | 1:53,80       | 17 листопада 2007 | Калгарі, Канада     |
| 3.000 м   | 3.58,07       | 4 грудня 2009     | Калгарі, Канада     |
| 5.000 м   | 6.56,15       | 19 березня 2006   | Калгарі, Канада     |

## Медальні досягнення за дисциплінами
Станом на 21 листопада Даніела Аншутц-Томс здобувала трофеї на різних дистанціях (за дисциплінами):
| Досягнення        | 100 м | 500 м | 1000 м | 3000 м | 5000 м | Командні |
| ----------------- | ----- | ----- | ------ | ------ | ------ | -------- |
| 1. «золото»       |       |       |        |        |        | 4        |
| 2. «срібло»       |       |       | 4      | 4      | 2      | 2        |
| 3. «бронза»       |       |       | 2      | 4      | 3      | 3        |
| «10-ка найкращих» |       |       | 30     | 26     | 8      | 2        |